# Reichpolds
Reichpolds ist eine Ortschaft und eine Katastralgemeinde der Gemeinde Kottes-Purk im Bezirk Zwettl in Niederösterreich.
Das Dorf liegt an der Landesstraße L78 zwischen Kottes und Ottenschlag, im Ort leben auf den 11 Wohnadressen etwa 30 Einwohner (Stand 2025).

## Geschichte
Der Ort wird spätestens 1302 zum ersten Mal schriftlich erwähnt.
Im Eintrag der Josephinischen Fassion aus Jahre 1786/87 gab es im heutigen Ort 9 Häuser.
Im Jahr 1822 wurde der Ort als Dorf mit neun Häusern genannt, das nach Kottes eingepfarrt war, wohin auch die Kinder eingeschult wurden. Die Herrschaft Prandhof besaß die Ortsobrigkeit, besorgte die Konskription und übte die Landgerichtsbarkeit. Die Untertanen und Grundholde des Ortes gehörten der Herrschaft Prandhof.
Nach der Entstehung der Ortsgemeinden 1849 wurde der Ort eine eigenständige Ortsgemeinde, zu dieser zählten auch noch die Katastralgemeinden Ernst, Felles, Leopolds, Pötzles, Richterhof, Teichmanns und Voirans.
Laut Adressbuch von Österreich war im Jahr 1938 im Reichpolds mehrere Landwirte mit Direktvertrieb ansässig.
Im Zuge der Niederösterreichischen Kommunalstrukturverbesserung wurde der Ort durch die Auflösung der Gemeinde Reichpolds am 1. Januar 1967 ein Teil der Gemeinde Kottes-Purk.

## Siedlungsentwicklung
Zum Jahreswechsel 1979/1980 befanden sich in der Katastralgemeinde Reichpolds insgesamt 11 Bauflächen mit 6.288 m² und 9 Gärten auf 3.949 m², 1989/1990 gab es 11 Bauflächen. 1999/2000 war die Zahl der Bauflächen auf 45 angewachsen und 2009/2010 bestanden 30 Gebäude auf 48 Bauflächen.

## Bodennutzung
Die Katastralgemeinde ist landwirtschaftlich geprägt. 83 Hektar wurden zum Jahreswechsel 1979/1980 landwirtschaftlich genutzt und 36 Hektar waren forstwirtschaftlich geführte Waldflächen. 1999/2000 wurde auf 78 Hektar Landwirtschaft betrieben und 40 Hektar waren als forstwirtschaftlich genutzte Flächen ausgewiesen. Ende 2018 waren 76 Hektar als landwirtschaftliche Flächen genutzt und Forstwirtschaft wurde auf 41 Hektar betrieben. Die durchschnittliche Bodenklimazahl von Reichpolds beträgt 18,7 (Stand 2010).